# XML Metadata Interchange
En ingénierie dirigée par les modèles, XML Metadata Interchange, en abrégé XMI, est un standard créé par l'Object Management Group (OMG) pour l'échange d'informations de métadonnées UML basé sur XML. XMI est un procédé de sérialisation d'objets MOF (un autre standard de l'OMG), permettant de décrire des objets sous forme XML. Cette norme a été adoptée par l'ISO et la CEI sous le numéro ISO/CEI 19503.

## Description
Le XML Metadata Interchange (XMI) est un standard de l’OMG pour échanger les  métadonnées via le Extensible Markup Language (XML). Il peut être utilisé pour toutes métadonnées dont le métamodèle peut être exprimé en Meta-Object Facility (MOF). L'usage le plus commun de XMI est l'échange de modèles UML, bien qu'il puisse être aussi utilisé pour la sérialisation de modèles d'autres langages (métamodèles).
XMI est un pont entre 2 standards de l'industrie :
- XML - eXtensible Markup Language, un standard du W3C ;
- MOF - Meta Object Facility, un standard de l'OMG pour définir des métamodèles.

XMI est utilisé dans de nombreux autres standards de l'OMG tels que :
- UML - Unified Modeling Language, un standard de modélisation logicielle ;
- UMLDI - UML Diagram Interchange - standard de la représentation graphique liée à UML ;
- SysML - Systems Modeling Language, un standard de modélisation des systèmes.

Ces modèles héritant du métamodèle MOF, ils bénéficient automatiquement des facilités de XMI pour être représentés avec XML. L'intégration de ces standards avec XMI permet aux outils des développeurs de systèmes distribués de partager leurs modèles et autres métadonnées. Plusieurs versions de XMI ont été créées : 1.0, 1.1, 1.2, puis 2.0, 2.1... jusqu'à 2.5.1 (version courante). Les versions 2.x sont radicalement différentes des séries 1.x.